# Exmes

Exmes este o comună în departamentul Orne, Franța. În 1 ianuarie 2018 avea o populație de 273 de locuitori.